# Ольховцы (Хмельницкая область)
Ольховцы (укр. Вільхівці) — село в Чемеровецком районе Хмельницкой области Украины.
Население по переписи 2001 года составляло 1505 человек. Почтовый индекс — 31615. Телефонный код — 3859. Занимает площадь 4,504 км². Код КОАТУУ — 6825286201.

## Местный совет
31615, Хмельницкая обл., Чемеровецкий р-н, с. Ольховцы, ул. Гагарина, 4

## Известные уроженцы
- Зильбер, Яков Зусьевич — журналист, первый ректор Свердловского коммунистического института журналистики.
- Починок, Макар Иванович (1921—1982) — Герой Социалистического Труда.